# Floreat Etona!
Floreat Etona! est une toile de l'artiste britannique Elizabeth Thompson (dite Lady Butler), peinte en 1882. Le titre représente la devise du Collège d'Eton et la toile un incident survenu lors de la première guerre des Boers en 1881.
L’œuvre représente le Lieutenant Robert Elwes qui est tué lors de la bataille de Laing's Nek le 28 janvier 1881. L'armée britannique tentant un passage dans les montagnes du Drakensberg, auquel prenait par Elwes, en chargeant à travers les défenses des Boers. Il est reporté que Elwes, ancien étudiant du Collège d'Eton, aurait dit à un autre officier, également d'Eton: Come along Monck! Floreat Etona! We must be in the front rank!, immédiatement avant d'être tué parmi les 83 soldats tués et 11 blessés de cet assaut.
La peinture illustre deux officiers de cavaleries britanniques, en uniforme bleu et sabre au poing, dirigeant l'infanterie en rouge. Le cheval de droite en train trébucher avec Monck et celui du centre conduit par Elwes. Les étandards sont visibles en arrière-plan, cette bataille sera la dernière où ceux-ci seront visibles en action, et à ceux-ci s'ajoute les montagnes plates de la bataille de Majuba dans le Natal.
La toile mesure 84,4 par 78,1 cm et sera exposée à l'Exposition d'été de la Royal Academy en 1882. Malheureusement pour Lady Butler, la toile ne sera pas un succès en raison entre autres du fait qu'elle ne représente que la défaite d'un incident mineur d'une guerre suivie avec peu d'intérêt. De plus, certains critiques trouvaient la toile trop sentimentale.
Elle est vendue par Christie's à Londres en juin 2007 pour 50 400 £.